# (4307) Черепащук
(4307) Черепащук (лат. Cherepashchuk) — типичный астероид главного пояса, открыт 26 октября 1976 года советским астрономом Тамарой Смирновой в Крымской астрофизической обсерватории и 22 февраля 1997 года назван в честь советского и российского астронома Анатолия Черепащука.

## Обнаружение и именование
(4307) Черепащук
Открыт 26 октября 1976 года в Научном Т. М. Смирновой.
Назван в честь профессора Московского государственного университета и директора астрономического института имени Штернберга Анатолия Михайловича Черепащука (р. 1941), уважаемого во всём мире за его работы в области теоретической и наблюдательной астрофизики. На основе анализа затмений в близких двойных системах он получил правильные оценки радиусов и температур звёзд Вольфа-Райе, предсказал рентгеновское излучение в таких системах, обнаружил оптические затмения в уникальной двойной системе V1343 Aql и разработал общепринятую модель этого объекта как массивного двойного рентгеновского источника. Также обнаружил быструю изменчивость эмиссионных линий в ядрах галактик Сейферта. Название предложено Институтом теоретической астрономии.
Оригинальный текст (англ.)4307 Cherepashchuk
Discovered 1976-10-26 by Smirnova, T. M. at Nauchnyj.
Named in honor of Anatolij Mikhajlovich Cherepashchuk (b. 1941), professor at Moscow State University and director of the Sternberg Astronomical Institute, respected worldwide for his work in theoretical and observational astrophysics. From an analysis of eclipses in close-binary systems he obtained correct estimates of the radii and temperatures of Wolf-Rayet stars, predicted x-ray emission in such systems, discovered optical eclipses in the unique binary system V1343 Aql and developed a commonly-adopted model of this object as a massive x-ray binary. He also discovered fast emission-line variability in the nuclei of Seyfert galaxies. Name proposed by the Institute of Theoretical Astronomy.
Источники: DISCOVERY.DB; M.P.C. 29143.

## Орбита

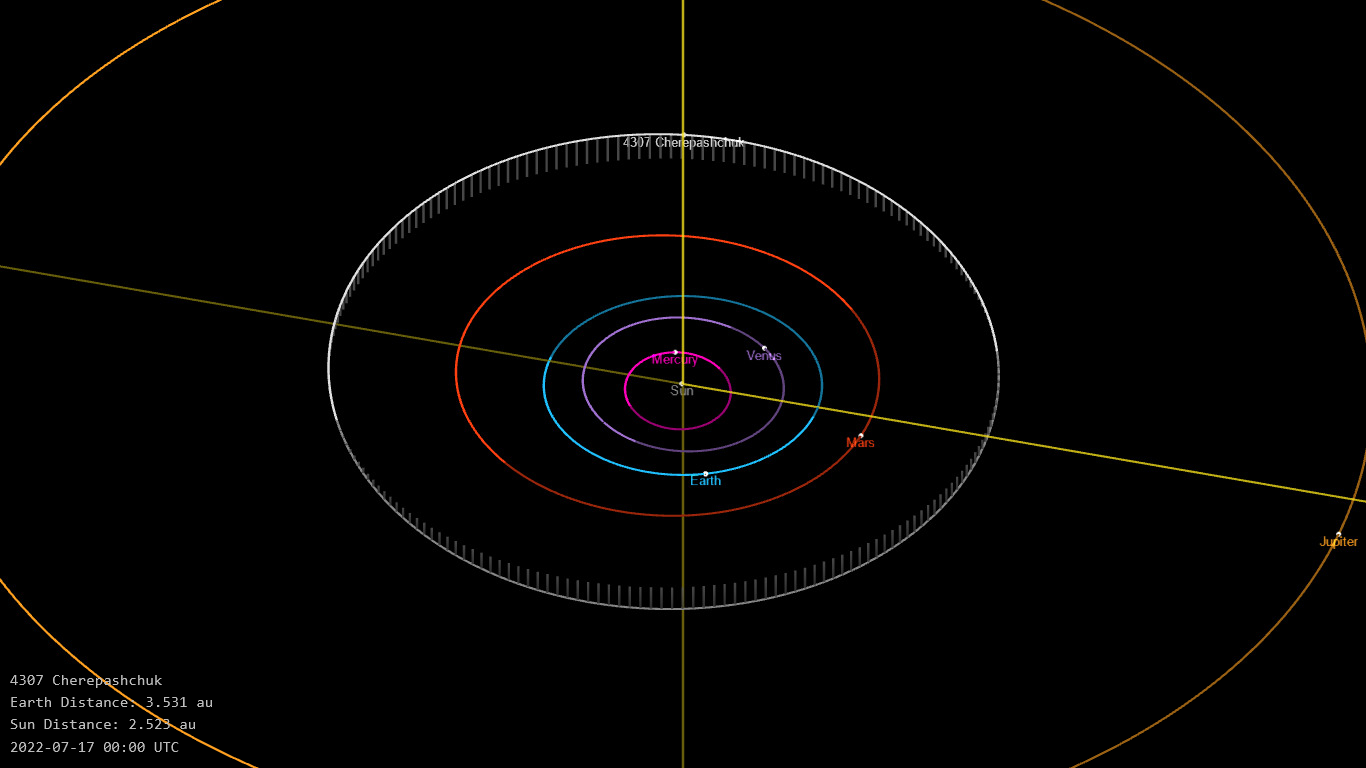
Орбита астероида Черепащук и его положение в Солнечной системе

## Физические характеристики
Астероид относится к таксономическому классу S.
По результатам астрономического обзора широкополосной камерой Palomar Transient Factory, наблюдений системы телескопов панорамного обзора и быстрого реагирования Pan-STARRS, наблюдений системы последнего оповещения о столкновении астероида с Землей Asteroid Terrestrial-impact Last Alert System и наблюдений космического телескопа оптического диапазона Gaia абсолютная звёздная величина астероида оценивалась равной 12,894±0,003m, 13,18±0,22m, 12,70±0,062m и 13,28±0,221m, 13,50±0,78m.